# Matozinhos
Matozinhos es un municipio brasilero del estado de Minas Gerais. Pertenece a la Región Metropolitana de Belo Horizonte. Su población medida por el IBGE en 2008 era de 34.789 habitantes.